# I borghi più belli della Svizzera
I borghi più belli della Svizzera (in francese Les plus beaux villages de Suisse, in tedesco Die schönsten Schweizer Dörfer) è un'associazione creata nel 2015 con sede a Lugano e ispirata all'associazione dei Les Plus Beaux Villages de France. Dal 2017, i borghi più belli della Svizzera sono associati alla federazione internazionale Les Plus Beaux Villages de la Terre. Dal 2020 la federazione fa parte del programma One Planet dell'ONU.
- Il 14 maggio 2018, alla presenza del Senatore Filippo Lombardi, è stato presentato il libro J’aime la Suisse et ses Villages[2], che rappresenta i borghi più belli della Svizzera con circa 200 acquarelli originali dell'artista Daniel Lanoux.
- Il 1º agosto 2019, in concomitanza con la festa nazionale svizzera, è stata rilasciata l'applicazione ufficiale per iOS e Android con il nome di Swiss Villages[3].
- Il 20 giugno 2020, è stato pubblicato il volume "Svizzera" della prestigiosa collana Borghi d'Europa[4] di De Agostini che illustra 21 dei borghi dell'associazione.
- Il 6 luglio 2021, con prefazione del Consigliere Federale Ignazio Cassis, è stata pubblicata la prima guida I borghi più belli della Svizzera[5] con Edizioni Casagrande, che descrive con ricche schede i borghi membri dell'associazione.
- Il 24 novembre 2024, con prefazione del Consigliere Federale Guy Parmelin è stato pubblicato un secondo libro di acquerelli dal titolo La Suisse que j'aime[6], con oltre 220 acquarelli originali dell'artista Daniel Lanoux raffigurati i borghi più belli della Svizzera.

## Obiettivi
L'associazione mira a:
- preservare e promuovere i comuni, o una parte di essi (località/quartieri), membri dei più bei villaggi della Svizzera;
- raggruppare e radunare sotto forma di circuito turistico i comuni che, rispondendo ai criteri stabiliti nella "Carta della qualità" approvata dall'Assemblea, saranno classificati tra "I borghi più belli della Svizzera";
- sensibilizzare l'opinione pubblica nazionale e internazionale sull'esistenza di questi villaggi e contribuire a definire un marchio di qualità originale per lo sviluppo di nuove offerte di promozione e promozione del turismo;
- aumentare nei comuni la nozione di riconciliare il rispetto del patrimonio culturale e ambientale con le esigenze di sviluppo economico.

## Storia
Fondata nel 2015 a Lugano da Kevin Quattropani e Fiorenzo Pichler con la collaborazione di Francesco Cerea ed Alexander Powell.
Ogni anno l'associazione assegna il premio al merito Best Swiss Villages ad un comune svizzero per il suo impegno nella valorizzazione del territorio :
- Nel 2016 il premio è stato assegnato al borgo di Riva San Vitale nel Canton Ticino.
- Nel 2017 il premio è stato assegnato al borgo di Grandson nel Canton Vaud.
- Nel 2021 il premio è stato assegnato al borgo di Trogen (Svizzera) nel Canton Appenzello Esterno.
- Nel 2022 il premio è stato assegnato al borgo di Cabbio nel Canton Ticino.

Dal 2017 I borghi più belli della Svizzera sono membri associati della federazione internazionale Les Plus Beaux Villages de la Terre.
Nel 2019, il borgo di Triesenberg del Principato del Liechtenstein è stato ammesso all'associazione svizzera.
Nel 2021, l'associazione è stata nominata per il prestigioso premio Milestone. Questo premio viene attribuito in collaborazione con la Segreteria di Stato dell'economia a progetti esemplari ed ai protagonisti più importanti del turismo svizzero.
Dal 2023 l'associazione è stata ammessa al programma Swisstainable, il programma di sosteniblità del turismo svizzero.

## I 51 borghi
Ecco i 51 borghi che fanno parte dei I borghi più belli della Svizzera, divisi secondo zone linguistiche.

### Svizzera francese (19)
| Borgo          | Foto | Cantone   |
| -------------- | ---- | --------- |
| Avenches       |      | Vaud      |
| Bursins        |      | Vaud      |
| Dardagny       |      | Ginevra   |
| Evolène        |      | Vallese   |
| Grandson       |      | Vaud      |
| Grandvillard   |      | Friburgo  |
| Grimentz       |      | Vallese   |
| Gruyères       |      | Friburgo  |
| La Neuveville  |      | Berna     |
| Le Landeron    |      | Neuchâtel |
| Moudon         |      | Vaud      |
| Porrentruy     |      | Giura     |
| Romainmôtier   |      | Vaud      |
| Rougemont      |      | Vaud      |
| Saillon        |      | Vallese   |
| Saint-Saphorin |      | Vaud      |
| Saint-Ursanne  |      | Giura     |
| Valangin       |      | Neuchâtel |
| Yvorne         |      | Vaud      |

### Svizzera tedesca (19)
| Borgo             | Foto | Cantone            |
| ----------------- | ---- | ------------------ |
| Aarburg           |      | Argovia            |
| Albinen           |      | Vallese            |
| Arlesheim         |      | Basilea Campagna   |
| Bremgarten        |      | Argovia            |
| Büren an der Aare |      | Berna              |
| Diessenhofen      |      | Turgovia           |
| Erlach            |      | Berna              |
| Ernen             |      | Vallese            |
| Gersau            |      | Svitto             |
| Grüningen         |      | Zurigo             |
| Hospental         |      | Uri                |
| Lichtensteig      |      | San Gallo          |
| Luthern           |      | Lucerna            |
| Niedergesteln     |      | Vallese            |
| Schwellbrunn      |      | Appenzello Esterno |
| Simplon Dorf      |      | Vallese            |
| Splügen           |      | Grigioni           |
| Trogen            |      | Appenzello Esterno |
| Zofingen          |      | Argovia            |

### Svizzera italiana (7)
| Borgo       | Foto | Cantone  |
| ----------- | ---- | -------- |
| Ascona      |      | Ticino   |
| Bosco/Gurin |      | Ticino   |
| Giornico    |      | Ticino   |
| Morcote     |      | Ticino   |
| Muggio      |      | Ticino   |
| Poschiavo   |      | Grigioni |
| Soglio      |      | Grigioni |

### Svizzera romancia (4)
| Borgo    | Foto | Cantone  |
| -------- | ---- | -------- |
| Bergün   |      | Grigioni |
| Brigels  |      | Grigioni |
| Madulain |      | Grigioni |
| Tschlin  |      | Grigioni |

### Principato del Liechtenstein (2)
| Borgo       | Foto | Stato         |
| ----------- | ---- | ------------- |
| Planken     |      | Liechtenstein |
| Triesenberg |      | Liechtenstein |